# Operador

Operadores suma,resta, multiplicación y división

En matemáticas, lógica y física el término operador puede ser usado  con diversas acepciones .
En alguna versión, un operador es un símbolo matemático que indica que debe ser llevada a cabo una operación especificada sobre un cierto número de operandos (número, función, vector, etc.).
Los operadores suelen interpretarse como funciones, mejor aún como aplicaciones, por ejemplo la adición, la multiplicación, etc., pueden ser entendidas como funciones de dos argumentos. O una aplicación de SxS en S, o simplemente de D en F, caso de integral indefinida o derivada que son operadores lineales.

## Operadores en un espacio vectorial
El término operador es una aplicación entre dos espacios vectoriales. Se usa con más frecuencia cuando alguno de ellos tiene dimensión infinita. Este suele ser el caso de un espacio vectorial cuyos elementos son funciones. Si se trata de una aplicación lineal, podemos llamarle operador lineal. 
El estudio de los operadores lineales es de particular interés en un espacio de Banach. En este espacio, existe una norma y podemos definir una esfera de radio unidad. Se llama operador lineal acotado al operador lineal que está acotado en esta esfera. Los operadores lineales acotados entre dos espacios de Banach forman a su vez un espacio de Banach cuyo estudio es bastante interesante. Una extensión de la derivada real a los operadores es la derivada de Frechet que es un operador lineal acotado.
No todos los operadores lineales interesantes son acotados: hay muchos ejemplos de operadores importantes en mecánica cuántica que no son acotados.
El ejemplo más típico de operador lineal no acotado es la derivada -considerada como una aplicación entre dos espacios de funciones reales-. El operador diferencial, {\displaystyle {\frac {d}{dx}}}, actúa sobre la función {\displaystyle f(x)\,} que se escribe a su derecha, produciendo una nueva función derivada: {\displaystyle f'(x)\,}
Si un operador está definido entre dos espacios vectoriales de funciones, actúa transformando unas funciones en otras.

## Operadores bilineales o bivariantes
(Para definiciones más estrictas sobre linealidad y bilinealidad, véanse los temas relacionados)
Su nombre depende del autor, son los operadores que actúan sobre dos objetos (escritos, generalmente, a ambos lados del operador) produciendo un único resultado. Véanse los casos siguientes.

## Tipos generales de operadores

### Operadores de condición
Relacionan un término A con otro B estableciendo su igualdad, jerarquía o cualquier otra relación posible, como ejemplos tenemos:
- A = B establece que A es igual que B.

En este caso hay que distinguir entre operador = de asignación y el operador = de comparación. El primero toma el valor de B y se lo asigna a A; el segundo solamente compara los valores de A y B sin modificarlos y devuelve un valor lógico o de verdad verdadero si ambos valores son iguales o falso si dichos valores no son iguales.
- A ≠ B o desigualdad.

Este caso es justamente el opuesto al anterior, aunque aquí no podemos hablar de asignación, pero si de comparación. Ahora el resultado de esta operación será F si los valores A y B son iguales y V si son distintos.

### Operadores de orden
Los operadores de orden establecen o verifican clasificaciones entre números (A < B, A > B, etc.) u otro tipo de valores (caracteres, cadenas, ...).
Todo tipo de dato susceptible de ser ordenado por cualquier criterio puede ser comparado con estos operadores; como los anteriores devuelven un valor de verdad en función del resultado que tenga la comparación en cada caso.
- A > B Devuelve V si A es estrictamente mayor que B y F en caso contrario
- A < B Devuelve V si A es estrictamente menor que B y F en caso contrario
- A ≥ B Devuelve V si A es mayor o igual que B y F en caso contrario
- A ≤ B Devuelve V si A es menor o igual que B y F en caso contrario

- Otros operadores relacionales menos usuales son los llamados operadores geométricos: paralelismo (A || B), perpendicularidad y otros

### Operadores lógicos
Muy utilizados en Informática, lógica proposicional y álgebra booleana, entre otras disciplinas. Los operadores lógicos nos proporcionan un resultado a partir de que se cumpla o no una cierta condición. Esto genera una serie de valores que, en los casos más sencillos, pueden ser parametrizados con los valores numéricos 0 y 1, como se puede apreciar en los ejemplos de abajo. La combinación de dos o más operadores lógicos conforma una función lógica.
- Los más sencillos son (nótese su relación con los operadores relacionales):
  - Operador NO-lógico: '¬A' significa todo lo que no es A'
  - Operador Y-lógico: 'A ∧ B' significa 'A y B a la vez'; resultando FALSO (0) si no se cumple y VERDADERO (1) si  lo hace.
  - Operador O-lógico: 'A o B' si A es verdadera y B es verdadera, el resultado es verdadero, si A es falso y B es verdadero o veceversa sigue siendo verdadero y si A y B son falsos da igual a falso significa; 'O bien A, o bien B, o bien los dos'; resultando FALSO (0) si no se dan ni A ni B y VERDADERO (1) si se da alguno de los dos o los dos a la vez.
  - Operador =: 'A = B' significa 'A debe ser igual a B'; resultando FALSO (0) si esto no es así y VERDADERO (1) en caso contrario.
  - Operador <: 'A < B' significa 'A debe ser menor  que B'; resultando FALSO (0) si no se satisface y VERDADERO (1) en caso contrario.
  - Operador >: 'A > B' significa 'A debe ser mayor  que B'; resultando FALSO (0) si no se satisface y VERDADERO (1) en caso contrario.

- Los operadores más complejos se construyen a partir de los anteriores (podría incluirse alguno más) y ya entran dentro de lo que sería una función lógica. Un ejemplo muy utilizado sería 'SI(condición;A;B)' ('IF condición THEN A ELSE B' en la mayoría de los lenguajes de programación) cuyo resultado sería A si se satisface la 'condición' o B en caso contrario.

### Operaciones aritméticas
Las operaciones aritméticas pueden ser entendidas, desde un punto de vista operacional, como operadores bivariantes o como operadores a derecha. Por ejemplo, '2 × 3' puede ser el operador bivariante de la multiplicación actuando sobre los números 2 y 3, o el operador '2 ×' que actúa sobre 3. En este grupo se encuentran la adición, la sustracción, multiplicación y la división.
Otras operaciones, derivadas de las operaciones aritméticas usuales son la potenciación, radicación y logaritmación.

## Otros operadores
- Operador autoadjunto
- Operador diferencial
- Operador diferencial invariante
- Operador diferencial vectorial
- Derivada exterior
- Operador hermítico
- Operador cuántico
- Operador escalera
- Operador lineal
- Operador lineal acotado
- Operador lineal continuo
- Operador lineal cerrado
- Operador bilineal
- Operador unitario
- Operador adjunto
- Operador normal
- Operador de clase de traza
- Operador compacto
- Operador de proyección
- Operador covarianza
- Operador mediano
- Operador norma
- Operador nabla
- Gradiente
- Divergencia
- Rotacional
- Lagrangiano
- Laplaciano
- Laplaciano vectorial
- Operador de Laplace-Beltrami
- Operador de Reynolds
- Transformada integral
- Transformada discreta
- Sumatorio
- Productorio
- Integración
- Producto vectorial
- Producto tensorial
- Operador de Jacobi
- Producto matricial
- Jacobiano
- Hessiano
- Hamiltoniano (mecánica clásica)
- Hamiltoniano (mecánica cuántica)
- D'Alembertiano
- Operador elíptico
- Operador de Hadamard
- Tetración
- Pentación
- Factorial
- Subfactorial
- Operador de Hutchinson

## Temas relacionados
- Aplicación lineal
- Forma bilineal definida
- Cálculo
- Cálculo lógico